# Teorema del seno

Teorema del seno.

En trigonometría plana, el teorema del seno o teorema de los senos, es una proporción entre las longitudes de los lados de un triángulo y los senos de sus correspondientes  ángulos  opuestos.
Usualmente se presenta de la siguiente forma:
| Teorema de los senos Si en un triángulo ABC, con respectivos ángulos internos α, β y γ, cuyas medidas de los lados opuestos son a, b, c, entonces: {\displaystyle {\frac {a}{\operatorname {sen} \alpha }}={\frac {b}{\operatorname {sen} \beta }}={\frac {c}{\operatorname {sen} \gamma }}} |

## Historia
Según Ubiratàn D'Ambrosio y Helaine Selin, la ley esférica de los senos fue descubierta en el siglo X. Ha sido indistintamente atribuido a Abu-Mahmud Khojandi, Abu al-Wafa' Buzjani, Nasir al-Din al-Tusi y Abu Nasr Mansur.
El libro de Ibn Muʿādh al-Jayyānī del siglo XI, El libro de los arcos desconocidos de una esfera introdujo la ley general de los senos. La ley plana de los senos fue descrita más tarde en el siglo XIII por  Nasīr al-Dīn al-Tūsī. En su Sobre la figura del sector, declaró la ley de los senos para triángulos planos y esféricos, y proporcionó las pruebas de esta ley.
Según Glen Van Brummelen, «La ley de los senos está  en realidad basada en Johann Regiomontanus, en sus soluciones de triángulos rectángulos en el Libro IV, y estas soluciones fueron a su vez las bases de sus soluciones de los triángulos generales.» Regiomontanus fue un matemático alemán del siglo XV.

## Demostración
A pesar de ser de los teoremas trigonométricos más usados y de tener una demostración particularmente simple, es poco común que se presente o discuta la misma en cursos de trigonometría, de modo que es poco conocida.

El teorema de los senos establece que a/sen(A) es constante.

Dado el triángulo ABC, denotamos por O su circuncentro y dibujamos su circunferencia circunscrita. Prolongando el segmento BO hasta cortar la circunferencia, se obtiene un diámetro BP.
Ahora, el triángulo PCB es recto, puesto que BP es un diámetro, y además los ángulos A y P son congruentes, porque ambos son ángulos inscritos que abren el segmento BC (Véase definición de arco capaz). Por definición de la función trigonométrica seno, se tiene

{\displaystyle \operatorname {sen} \,A=\operatorname {sen} \,P={\frac {BC}{BP}}={\frac {a}{2R}}}

donde R es el radio de la circunferencia. Despejando 2R obtenemos:

{\displaystyle {\frac {a}{\operatorname {sen} \,A}}=2R}

Repitiendo el procedimiento con un diámetro que pase por A y otro que pase por C, se llega a que las tres fracciones tienen el mismo valor 2R y por tanto son iguales.
La conclusión que se obtiene suele llamarse teorema de los senos generalizado y establece:
| Para un triángulo ABC donde a, b, c son los lados opuestos a los ángulos A, B, C respectivamente, si R denota el radio de la circunferencia circunscrita, entonces: {\displaystyle {\frac {a}{\operatorname {sen} \,A}}={\frac {b}{\operatorname {sen} \,B}}={\frac {c}{\operatorname {sen} \,C}}=2R.} |

Puede enunciarse el teorema de una forma alternativa:
| En un triángulo la razón, entre cada lado y el seno de su ángulo opuesto, es constante e igual al diámetro de la circunferencia circunscrita. |

## Aplicación
El teorema de los senos es utilizado para resolver problemas en los que se conocen dos ángulos del triángulo y cualquiera de los tres lados. También se usa cuando conocemos dos lados del triángulo y un ángulo opuesto a uno de ellos.
Puede ser empleado la ley de los senos, con reajustes circunstanciales, en:
- Cálculo de la altura de un árbol
- Hallar el ángulo de elevación del suelo
- Plano para construcción de puentes
- Estudio y dibujo de carriles de una autopista
- Itinerario de un planeo
- Ubicación de un foco de incendio
- Situación de un transmisor de radio clandestino
- Resolución de problemas vectoriales
- La altitud de una montaña y otros casos.[6]

## Relación con el área del triángulo

Dos fórmulas para calcular el área de un triángulo

Para un triángulo ABC, el área se calcula como ah/2 donde h es la medida de la altura sobre la base a. Nuevamente, por definición de seno, se tiene sen C = h/b o lo que es lo mismo h = b sen C, de modo que se cumple:
{\displaystyle Area={\frac {a\;h}{2}}={\frac {a\;b\,\;\operatorname {sen} \,C}{2}}}.
Sin embargo, el teorema de los senos implica que c = 2R sen C, por lo que al sustituir en la expresión anterior se obtiene un nuevo teorema:
| {\displaystyle Area={\frac {a\;h}{2}}={\frac {a\;b\,\;\operatorname {sen} \,C}{2}}={\frac {a\;b\;c}{4\;R}}}. |